# Grotte de Velours

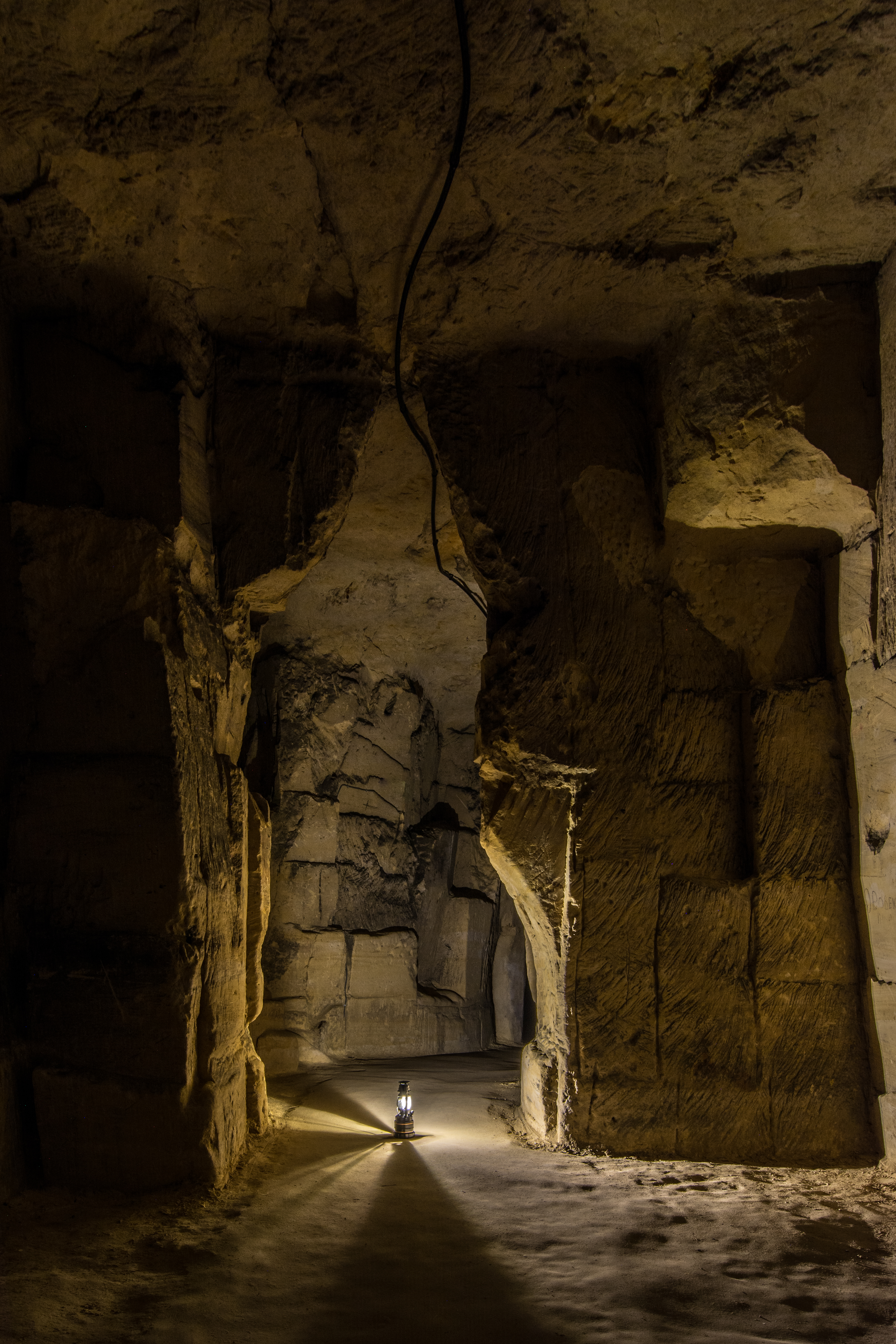
Couloir dans la grotte de Velours.

La grotte de Velours (Fluweelengrot) est un système de tunnels situés dans la commune néerlandaise de Fauquemont-sur-Gueule. Il a été créé par l'exploitation de la marne. Le système de couloirs historiques est situé sur le Daalhemerweg et est ouvert aux visites guidées.
Au nord-est se trouvent les ruines du château avec la carrière du château en contrebas, au sud-est la carrière Wilhelmina sous le Heunsberg et au sud-ouest se trouve le Kerkhofsgraaf. Le Proeftunnel Daelhemerweg (nl) est également situé au sud de la grotte de velours.

## Liminaire
La Grotte de Velours est l'un des systèmes de tunnels situés sous la ville de Fauquemont. À partir de 1050 environ, il a été créé à la suite de l'extraction de la marne, principalement pour la construction du château de Fauquemont. Le système de couloirs forme avec les ruines du château de Fauquemont un musée.

## Appellation
Le système de couloirs doit peut-être son nom à Andreas Flouin, au XVIIe siècle, le système de couloirs était sa propriété. Une autre lecture est qu'il tire son nom de la Fluwientje, la fouine au pelage doux et velouté.
La carrière ne se trouve pas, comme on le suppose souvent, sous les ruines du château de Valkenburg. La marne extraite de la carrière était probablement utilisée dans le château et d'autres bâtiments des environs.

## Labyrinthe
L'extraction de marne a créé un vaste labyrinthe de couloirs et de tunnels. La longueur de la Grotte de Velours est supérieure à cinq kilomètres. La majeure partie du système de couloirs a été creusée par des « casseurs de blocs » (blokbreker) du Dwingel et du Neerhem entre les XIVe et XVIe siècles, des extensions ultérieures reliaient le système au Daalhemerweg. La Grotte Municipale était autrefois directement reliée à la Grotte de Velours, mais ce passage s'est effondré à la fin du XIXe siècle. La hauteur des couloirs varie d'environ 1,85 mètres aux points les plus bas à plus de cinq mètres dans les couloirs les plus grands. La structure apparemment aléatoire du système de couloirs est frappante. Alors que les carrières de marne étaient généralement construites selon un quadrillage, les couloirs de la Grotte de Velours présentent un motif plus aléatoire.
En 1937, une nouvelle partie du système de tunnels fut découverte. Plusieurs couloirs menant au château ont été découverts. Des couloirs ont été creusés par les assiégeants pour miner le château. Des couloirs ont été creusés depuis le château pour éviter cela. Une grande partie de ce système de tunnels a déjà été supprimée lors des fouilles de la Grotte de Velours, mais à l'époque les gens n'étaient pas au courant de l'existence de ces passages. Une partie a été restaurée au XXe siècle et permet d'accéder aux ruines du château en passant par la grotte de Velours.
Pour assurer la sécurité des visiteurs, une sortie de secours a été construite en 2018 entre la grotte de Velours et le Dwingel.

## Époque française
Pendant la période française, le système de corridors a joué un rôle important pour Valkenburg. L'église ne pouvant plus être utilisée, une chapelle a été créée dans le système de couloirs. Le père Widdershoven y célébrait la messe tous les dimanches et utilisait également la chapelle pour les baptêmes. Lors d'un baptême, la famille devait apporter sa propre eau.

## Seconde Guerre mondiale
Le système de couloirs a également servi d'abri pendant la Seconde Guerre mondiale. Au début de la guerre, Valkenburg est épargnée par la violence de la guerre. En septembre 1944, le système de tunnels sert d'abri à la population lors de violents combats. Environ 400 personnes s'y réfugient pour échapper à la violence qu'a entraînée la libération de Valkenburg. Après six jours et six nuits, ils sont libérés par les Alliés.
Après la libération, la Grotte de Velours servit pendant un certain temps d'hôpital de campagne/point de repos pour les soldats principalement américains. Les signatures laissées par les soldats peuvent encore être trouvées à de nombreux endroits du système de couloirs. Particulièrement remarquables sont les silhouettes de la dernière vague de soldats qui ont visité le réseau de tunnels.

## Exploitation
Tout comme le château de Fauquemont, la grotte de Velours est gérée par la Fondation du château de Valkenburg. Le système de tunnels peut être visité avec des visites guidées, toujours en combinaison avec une visite des ruines du château. Une visite de la grotte de velours dure environ une heure et se concentre sur l'histoire et les œuvres d'art du système de tunnels.

## Géologie
La carrière a été exploitée dans le calcaire d'Emael et le calcaire de Nekum, tous deux faisant partie de la formation de Maastricht.
Une fracture de la paroi de la vallée avec un net décalage est visible à plusieurs endroits de la carrière.